# Carlos Concha Cárdenas
Carlos Concha Cárdenas, (Callao, 27 de noviembre de 1888 - Lima, 17 de diciembre de 1944) fue un político y diplomático peruano. Fue ministro de Relaciones Exteriores en dos períodos, durante el gobierno del general Óscar R. Benavides (1934-1936 y 1937-1939). Preparó y presidió la VIII Conferencia Internacional Panamericana que se reunió en Lima en 1938. Fue también senador de la República.

## Biografía
Sus padres fueron David Concha y Elvira Cárdenas. Inició sus estudios escolares en el colegio regentado por Agustín T. Whilar, culminándolos en el Colegio Nacional Nuestra Señora de Guadalupe. Luego pasó a cursar estudios superiores en la Universidad Nacional Mayor de San Marcos, siendo incorporado al ejército en el arma de caballería y destacado a Lambayeque cuando se produjo la amenaza de una guerra con el Ecuador (1910)
Superado el peligro bélico, regresó a Lima donde presidió el Centro Universitario (1911), así como el III Congreso de Estudiantes Americanos (1912). Se graduó sucesivamente de bachiller y doctor en Jurisprudencia, recibiéndose como abogado el 27 de julio de 1914. También se graduó en Ciencias Políticas y Administrativas (1917).
Fue profesor en el Colegio Guadalupe (1911-1918) y en la Escuela Militar (1914-1918), así como secretario privado del presidente José Pardo y Barreda (1907-1908 y 1915-1919). Al producirse el golpe de Estado del 4 de julio de 1919, tuvo que partir al destierro. En el extranjero fue profesor de Castellano y Literatura Latinoamericana en la Universidad de Yale (1924-1929) y de Historia Latinoamericana en Middlebury College (1929-1930).
Finalizado el Oncenio de Augusto B. Leguía, regresó al Perú y se consagró a su profesión de abogado, pero pronto los gobiernos que se sucedieron requirieron sus servicios en el área diplomática.
Se desempeñó sucesivamente como ministro plenipotenciario en Bolivia (1931-1934), ministro de Relaciones Exteriores (1934 - 1936), embajador en Brasil (1936) y Chile (1937); y nuevamente ministro de Relaciones Exteriores (1937 - 1939). Como canciller "regularizó los cuadros de funcionarios, restableció decididamente el concurso para el servicio exterior y comprendió la importancia de la actualización del Archivo General y de las publicaciones, restableciendo el Boletín del Ministerio".
El acontecimiento más importante de su gestión en la cancillería fue indudablemente la VIII Conferencia Panamericana, que se inauguró solemnemente en Lima, el 9 de diciembre de 1938, con la asistencia de las delegaciones de todos los Estados del continente, presididas muchas de ellas por los cancilleres de sus respectivos países. La representación peruana, presidida por el canciller Concha, estaba integrada por Diómedes Arias Schreiber, Gerardo Balbuena, Víctor Andrés Belaunde, José Luis Bustamante y Rivero, Carlos García Castañeta, Arturo García Salazar, Juan Bautista de Lavalle, Pedro M. de Oliveira, Manuel Prado Ugarteche, Alfredo Solf y Muro y Alberto Ulloa Sotomayor. En total asistieron a esta Asamblea unos 200 delegados y deliberó durante más de dos semanas, ocupándose, entre otros asuntos, de la creación de una Corte Interamericana de Justicia, la codificación del Derecho Internacional Americano, la eliminación de las restricciones al comercio internacional y la cooperación intelectual y técnica. Finalizó con la firma de la Declaración de Lima, el 24 de diciembre de 1938.
En 1939 resultó elegido como senador por El Callao y le correspondió presidir la Comisión de Relaciones Exteriores de su cámara. Poco después viajó a Estados Unidos para presentar al gobierno norteamericano los derechos del Perú en su litigio de límites con el Ecuador (1941).
Falleció la tarde del 17 de diciembre de 1944 a los 56 años de cáncer generalizado (cerebro, pulmones, páncreas e hígado) en la Clínica Angloamericana del distrito limeño de San Isidro. Estuvo casado con Doña Clara Picasso Panizo (1896-1966) desde el 7 de mayo de 1920.

## Obras
- «El problema de la criminalidad infantil» (1914), tesis con la que obtuvo su doctorado en Jurisprudencia.
- «Organización del régimen local en el Perú» (1917), tesis con la que obtuvo su doctorado en Ciencias Políticas y Administrativas.
- La cuestión del Pacífico y don Augusto B. Leguía (1922).
- Reportajes y conferencias (1943).
- Proyectos y discursos parlamentarios (2 vols., 1943).